# Liste der Biografien/Fai
Liste der Biografien |
Portal Biografien |
Personensuche
# |
A |
B |
C |
D |
E |
F |
G |
H |
I |
J |
K |
L |
M |
N |
O |
P |
Q |
R |
S |
T |
U |
V |
W |
X |
Y |
Z |
?
 
Fa |
Fe |
Ff |
Fh |
Fi |
Fj |
Fk |
Fl |
Fm |
Fn |
Fo |
Fr |
Ft |
Fu |
Fy
 
Faa |
Fab |
Fac |
Fad |
Fae |
Faf |
Fag |
Fah |
Fai |
Faj |
Fak |
Fal |
Fam |
Fan |
Fao |
Fap |
Faq |
Far |
Fas |
Fat |
Fau |
Fav |
Faw |
Fax |
Fay |
Faz
Die Liste der Biografien führt alle Personen auf, die in der deutschsprachigen Wikipedia einen Artikel haben. Dieses ist eine Teilliste mit 308 Einträgen von Personen, deren Namen mit den Buchstaben „Fai“ beginnt.

## Fai
- Fai, Collins (* 1992), kamerunischer Fußballspieler

### Faia
- Faia, Carl (* 1962), US-amerikanischer Komponist und Live-Elektronik-Designer
- Faia, Priscilla (* 1985), kanadische Schauspielerin

### Faib
- Faibissowitsch, Wadim Selmanowitsch (* 1944), russischer Schachspieler

### Faid
- Faïd, Rédoine (* 1972), französischer Krimineller und SerienausbrecherRédoine Faïd (* 1972)

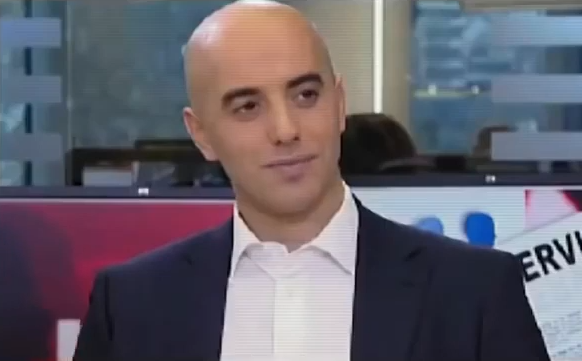
Rédoine Faïd (* 1972)

- Faider, Charles (1811–1893), belgischer Jurist und Politiker, Justizminister
- Faidherbe, Louis (1818–1889), französischer General
- Faidutti, Bruno (* 1961), französischer Spieleautor
- Faidutti, Luigi (1861–1931), italienischer Politiker
- Faidysch-Krandijewski, Andrei Petrowitsch (1920–1967), sowjetischer Bildhauer

### Faie
- Faiella, Federica (* 1981), italienische Eiskunstläuferin
- Faieta, Edoardo (1928–1993), US-amerikanischer Schauspieler, Synchronsprecher, Wrestler und Boxer italienischer Abstammung

### Faif
- Faifer, Ricardo Oscar (* 1940), argentinischer Geistlicher, Bischof von Goya
- Faifer, Ruslan Wladimirowitsch (* 1991), russischer Boxer im Cruisergewicht

### Faig
- Faigenbaum, Patrick (* 1954), französischer Fotograf
- Faigl, Ludwig (1874–1914), österreichischer Architekt
- Faigl, Theodor (* 1860), deutscher Verwaltungsjurist und Bezirksamtmann
- Faigle, Konstantin (1971–2016), deutscher Filmemacher und Dokumentarfilmer
- Faignart, Louis (1803–1882), belgischer Industrieller und Politiker
- Faignient, Noé, franko-flämischer Komponist der Renaissance
- Faiguet de Villeneuve, Joachim (1703–1781), französischer Ökonom und Enzyklopädist

### Faik
- Faik, Jürgen (* 1963), deutscher Wirtschaftswissenschaftler, Hochschullehrer
- Faik, Sait (1906–1954), türkischer Schriftsteller

### Fail
- Fail, Stan (* 1936), US-amerikanischer Eisschnellläufer
- Fail-Griessler, Andreas von (1857–1919), österreichisch-ungarischer General der Infanterie
- Failai, Panuwat (* 1986), thailändischer Fußballspieler
- Failenschmid, Nil (* 2005), deutscher Basketballspieler
- Failla, Clayton (* 1986), maltesischer Fußballspieler
- Failla, James (1919–1999), US-amerikanischer Mobster
- Failla, Jessica (* 1997), US-amerikanische Tennisspielerin
- Faillard, Hans (1924–2005), deutscher Biochemiker und Professor für Biochemie und Physiologische Chemie sowie Leiter mehrerer Universitäten
- Faille, Éric (* 1989), kanadischer Eishockeyspieler
- Faille, Jacob-Baart de la (1886–1959), belgisch-niederländischer Kunsthistoriker und Jurist
- Failler, Jean (* 1940), französischer Schriftsteller
- Failli, Francesco (* 1983), italienischer Radrennfahrer
- Failliot, Pierre (1887–1935), französischer Leichtathlet und Rugby-Union-Spieler
- Failloubaz, Ernest (1892–1919), Schweizer Luftfahrtpionier
- Failly, Pierre de (1810–1892), französischer General
- Failmezger, Jörg (* 1947), deutscher Bildhauer

### Faim
- Faiman, David (* 1944), israelischer Ingenieur und Physiker
- Faiman, Peter (* 1944), australischer Filmregisseur und Filmproduzent

### Fain
- Fain, Agathon (1778–1837), französischer Baron und Geheimsekretär Napoleons I.
- Fain, Alex (1912–2009), belgischer Tropenmediziner, Acarologe und Parasitologe
- Fain, Benjamin (1930–2013), russisch-israelischer Physiker und Hochschullehrer
- Fain, Holley (* 1981), US-amerikanische Schauspielerin und Theaterschauspielerin
- Fain, Michel (1917–2007), französischer Psychoanalytiker und Psychosomatiker
- Fain, Sammy (1902–1989), US-amerikanischer Komponist und Songwriter
- Fain, Shawn (* 1968), US-amerikanischer Gewerkschafter
- Fainaru, Belu-Simion (* 1959), rumänisch-israelischer Bildhauer und Installationskünstler
- Fainelli, Vittorio (1888–1968), italienischer Bibliothekar und Historiker
- Faingnaert, Emiel (1919–1980), belgischer Radrennfahrer
- Faini, Dario (* 1976), italienischer Musiker
- Fainsilber, Adrien (1932–2023), französischer Architekt und Stadtplaner
- Fainsod, Merle (1907–1972), US-amerikanischer Politikwissenschaftler
- Fainstein, Susan (* 1938), US-amerikanische Stadtsoziologin
- Fainzang, Jules (1922–2015), französischer Überlebender des Holocaust
- Fainzimmer, Alexander Michailowitsch (1906–1982), sowjetischer Regisseur

### Faiq
- Faiq, Naum (1868–1930), Journalist, Lehrer und Dichter im damaligen Osmanischen Reich

### Fair
- Fair, Carol Christine (* 1968), US-amerikanische Politikwissenschaftlerin
- Fair, Elinor (1903–1957), US-amerikanische Filmschauspielerin
- Fair, Gordon Maskew (1894–1970), US-amerikanischer Ingenieur und Umweltwissenschaftler
- Fair, J Henry, US-amerikanischer Fotograf, Mitbegründer und Direktor der Umweltorganisation Wolf Conservation Center
- Fair, Jad (* 1954), US-amerikanischer Rocksänger
- Fair, James Graham (1831–1894), nordirisch-amerikanischer Politiker
- Fair, Keith (* 1968), schweizerisch-kanadischer Eishockeyspieler
- Fair, Lorrie (* 1978), US-amerikanische Fußballspielerin
- Fair, Martin (* 1964), britischer Geistlicher der Church of Scotland, Moderator der Generalversammlung von Mai 2020 bis Mai 2021
- Fair, Robert (1891–1954), kanadischer Politiker
- Fair, Robert Leahy (1923–1983), US-amerikanischer Offizier, Generalleutnant der US Army
- Fair, Virginia Graham (1875–1935), US-amerikanische Silberminen-Erbin und gehörte durch Heirat der wohlhabenden Familie Vanderbilt an
- Fair, William, US-amerikanischer Schauspieler
- Fair, Yvonne (1942–1994), US-amerikanische Soul- und Funk-Sängerin
- Fairall, Nicholas (* 1989), US-amerikanischer Skispringer
- Fairbairn, Bill (* 1947), kanadischer Eishockeyspieler
- Fairbairn, Bruce (* 1947), US-amerikanischer Schauspieler
- Fairbairn, Bruce (1949–1999), kanadischer Musikproduzent
- Fairbairn, David (1917–1994), australischer Politiker und Diplomat
- Fairbairn, Eileen (1893–1981), neuseeländische Lehrerin und Geografin
- Fairbairn, George (1888–1915), britischer Ruderer
- Fairbairn, John (* 1983), kanadischer Skeletonpilot
- Fairbairn, Joyce (1939–2022), kanadische Politikerin
- Fairbairn, Kaʻimi (* 1994), US-amerikanischer American-Football-Spieler
- Fairbairn, William (1789–1874), schottischer Ingenieur
- Fairbairn, William E. (1885–1960), britischer Kampftrainer und Royal-Marine- und PolizeioffizierWilliam E. Fairbairn (1885–1960)

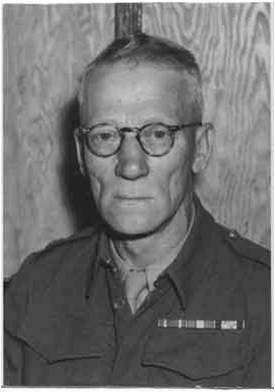
William E. Fairbairn (1885–1960)

- Fairbairn, William R. D. (1889–1964), britischer Psychoanalytiker
- Fairbairn-Crawford, Ivo (1884–1959), britischer Mittelstreckenläufer
- Fairbank, Charlotte (* 1991), französische Rollstuhltennisspielerin
- Fairbank, Christopher (* 1953), britischer Schauspieler
- Fairbank, Dave (* 1954), US-amerikanischer Schwimmer
- Fairbank, John K. (1907–1991), US-amerikanischer Historiker und Sinologe
- Fairbank, Rosalyn (* 1960), südafrikanische Tennisspielerin
- Fairbank, William senior (1917–1989), US-amerikanischer Physiker
- Fairbanks, Arthur (1864–1944), amerikanischer Klassischer Archäologe
- Fairbanks, Charles W. (1852–1918), US-amerikanischer Politiker (Republikanische Partei)
- Fairbanks, Chuck (1933–2013), US-amerikanischer American-Football-Trainer
- Fairbanks, Cornelia Cole (1852–1913), US-amerikanische Second Lady
- Fairbanks, Douglas senior (1883–1939), US-amerikanischer SchauspielerDouglas Fairbanks senior (1883–1939)

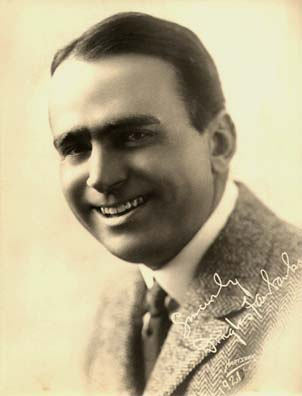
Douglas Fairbanks senior (1883–1939)

- Fairbanks, Douglas, junior (1909–2000), US-amerikanischer Filmschauspieler
- Fairbanks, Erastus (1792–1864), US-amerikanischer Politiker
- Fairbanks, Horace (1820–1888), US-amerikanischer Politiker
- Fairbanks, Jerry (1904–1995), US-amerikanischer Filmproduzent, Filmregisseur und Kameramann und Fernsehpionier
- Fairbarn, Ryan (* 1979), kanadischer Eishockeyspieler
- Fairbaugh, Craig (* 1978), amerikanischer Punk-Rock-Gitarrist und Sänger
- Fairbrass, Craig (* 1964), britischer Schauspieler
- Fairbrass, Fred (* 1956), britischer Musiker
- Fairbrass, Richard (* 1953), britischer Musiker und Fernsehmoderator
- Fairbridge, Dorothea (1862–1931), südafrikanische Schriftstellerin
- Fairbridge, Rhodes W. (1914–2006), australischer Geologe
- Fairbrother, Crawford (1936–1986), britischer Hochspringer
- Fairbrother, Kelsi (* 1989), britische Handballspielerin
- Fairbrother, Nicola (* 1970), britische Judoka
- Fairbrother, Sarah (1816–1890), britische Schauspielerin und die Mätresse des Prinzen George, 2. Duke of Cambridge
- Fairburn, A. R. D. (1904–1957), neuseeländischer Schriftsteller und Journalist
- Fairburn, Werly (1924–1985), US-amerikanischer Country- und Rockabilly-Sänger
- Fairchild, Barbara (* 1950), US-amerikanische Country-Sängerin und Songwriterin
- Fairchild, Benjamin L. (1863–1946), US-amerikanischer Jurist und Politiker
- Fairchild, Charles S. (1842–1924), US-amerikanischer Geschäftsmann, demokratischer Politiker und Finanzminister
- Fairchild, George Winthrop (1854–1924), US-amerikanischer Politiker
- Fairchild, Henry Pratt (1880–1956), US-amerikanischer Soziologe
- Fairchild, Herman LeRoy (1850–1943), US-amerikanischer Geologe
- Fairchild, Kelly (* 1973), US-amerikanischer Eishockeyspieler
- Fairchild, Lucius (1831–1896), US-amerikanischer Politiker
- Fairchild, Lydia, US-amerikanische Chimäre
- Fairchild, May (1872–1959), US-amerikanische Malerin und Kunsthandwerkerin
- Fairchild, Morgan (* 1950), US-amerikanische SchauspielerinMorgan Fairchild (* 1950)

Morgan Fairchild (* 1950)

- Fairchild, Muir S. (1894–1950), US-amerikanischer Pilot, General, Vize-Stabschef der US-Luftwaffe
- Fairchild, Sherman Mills (1896–1971), US-amerikanischer Flugzeugkonstrukteur und Industrieller
- Fairchild, Thomas (1667–1729), englischer Botaniker
- Fairchild, Thomas E. (1912–2007), US-amerikanischer Jurist und Politiker
- Fairchild, William (1918–2000), britischer Schriftsteller und Drehbuchautor
- Faircloth, Charlotte, britische Soziologin
- Faircloth, Don (* 1948), britischer Marathonläufer
- Faircloth, Lauch (1928–2023), US-amerikanischer Politiker
- Fairclough, Ben (* 1989), englischer Fußballspieler
- Fairclough, Chris (* 1964), englischer Fußballspieler
- Fairclough, David (* 1957), englischer Fußballspieler
- Fairclough, Ellen (1905–2004), kanadische Politikerin
- Fairclough, Henry Rushton (1862–1938), US-amerikanischer Klassischer Philologe kanadischer Herkunft
- Fairclough, John (1930–2003), britischer Informatiker
- Fairclough, Lily (* 2005), australische Tennisspielerin
- Fairclough, Marah, US-amerikanische Schauspielerin
- Fairclough, Norman (* 1941), britischer Soziolinguist
- Fairclough, Peter (* 1956), britischer Jazz-Schlagzeuger, Komponist und Bandleader
- Fairey, Shepard (* 1970), US-amerikanischer KünstlerShepard Fairey (* 1970)

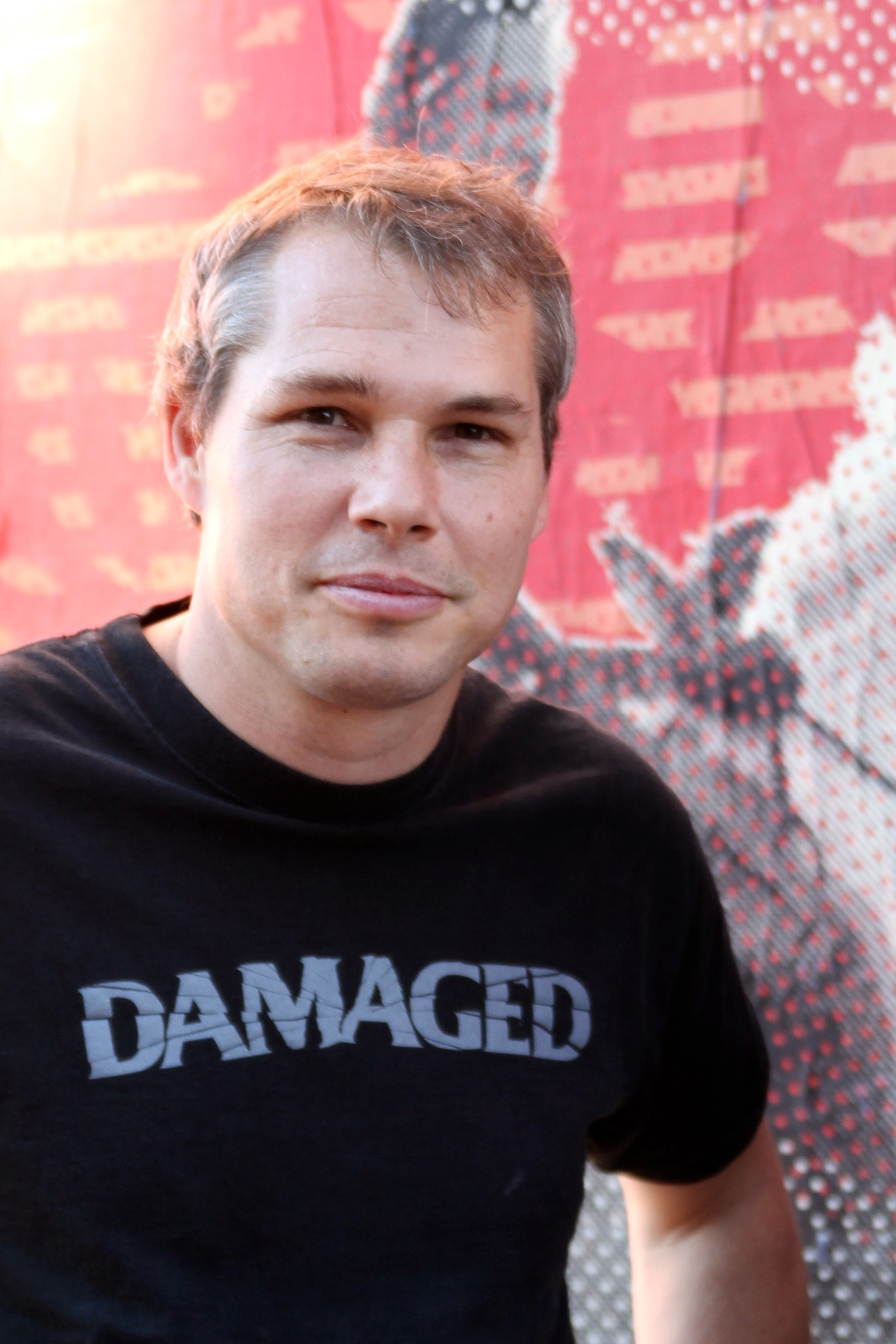
Shepard Fairey (* 1970)

- Fairfax, George William (1724–1787), britisch-amerikanischer Politiker
- Fairfax, Justin (* 1979), US-amerikanischer Politiker
- Fairfax, Nicholas, 14. Lord Fairfax of Cameron (* 1956), britischer Adliger und Barrister
- Fairfax, Russell (* 1952), australischer Rugby-League-Spieler- und Trainer
- Fairfax, Sally († 1811), erste Liebe von George Washington
- Fairfax, Thomas, 3. Lord Fairfax of Cameron (1612–1671), englischer General
- Fairfax, Thomas, 6. Lord Fairfax of Cameron (1693–1781), britisch-amerikanischer Großgrundbesitzer
- Fairfax, William († 1757), britisch-amerikanischer Politiker
- Fairfax-Potter, Pauline, Baroness de Rothschild (1908–1976), US-amerikanische Modeikone, Designerin, Schriftstellerin und spätere Grande Dame
- Fairfield, Charles W. (1882–1955), US-amerikanischer Politiker
- Fairfield, Edmund Burke (1821–1904), US-amerikanischer Politiker
- Fairfield, John (1797–1847), US-amerikanischer Politiker
- Fairfield, Letitia (1885–1978), britische Ärztin, Anwältin, Feministin und Sanitäterin im Ersten Weltkrieg
- Fairfield, Louis W. (1858–1930), US-amerikanischer Politiker
- Fairhall, Allen (1909–2006), australischer Rundfunkpionier und Politiker
- Fairhall, Neroli (1944–2006), neuseeländische Bogenschützin
- Fairhurst, Angus (1966–2008), britischer Künstler der Young British Artists
- Fairhurst, Horace (1895–1921), englischer Fußballspieler
- Fairhurst, Richard (* 1975), britischer Jazz-Pianist und Komponist
- Fairless, Stephen (* 1962), australischer Radrennfahrer
- Fairley, Curtis Lee (1927–2021), US-amerikanischer Zeichner und Koch
- Fairley, Michelle (* 1964), britische SchauspielerinMichelle Fairley (* 1964)

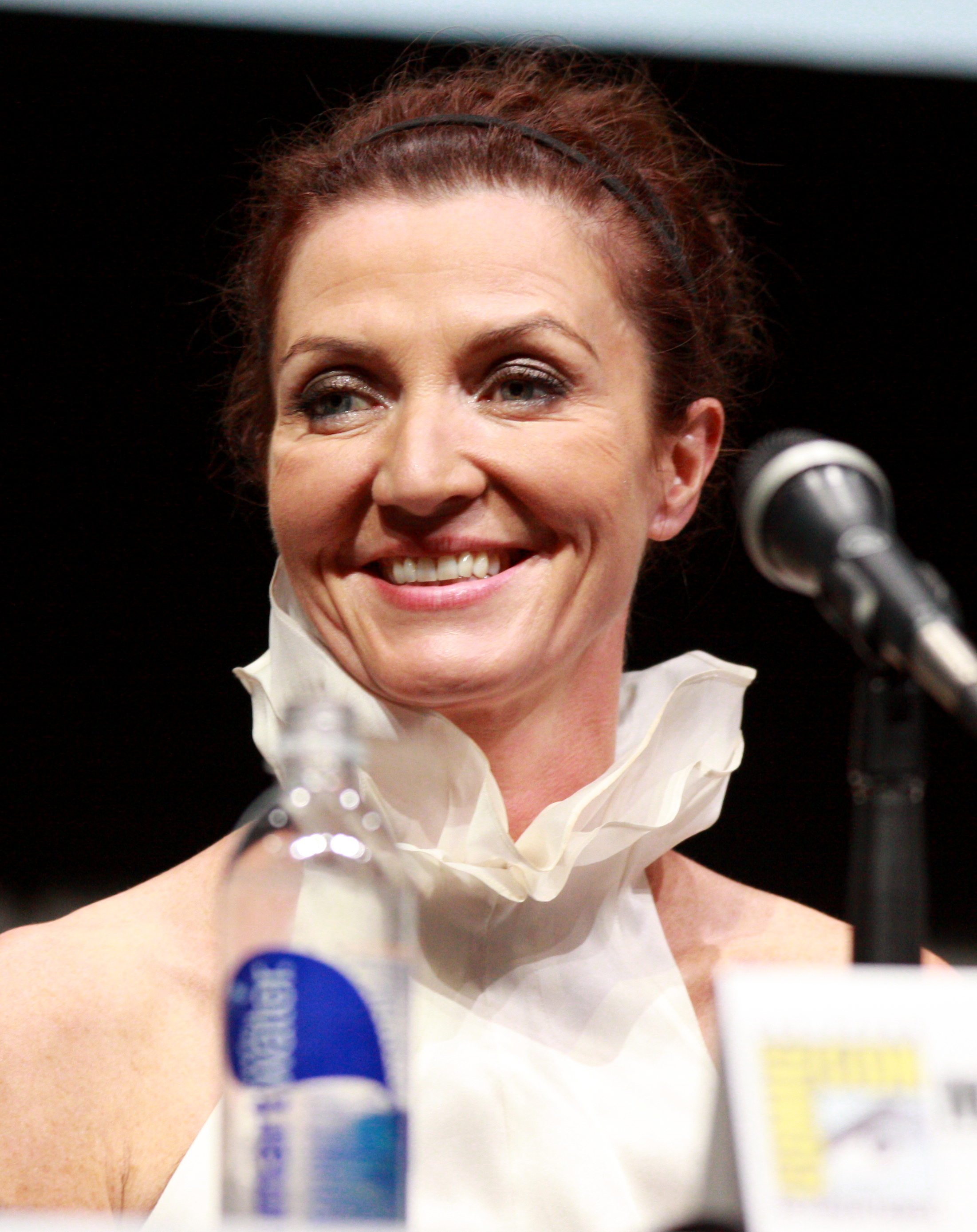
Michelle Fairley (* 1964)

- Fairley, Neil Hamilton (1891–1966), australischer Tropenmediziner und Militär
- Fairley, Nick (* 1988), US-amerikanischer American-Football-Spieler
- Fairlie, Alison (1917–1993), britische Romanistin und Literaturwissenschaftlerin
- Fairlie, Brian (* 1948), neuseeländischer Tennisspieler
- Fairlie, Henry (1924–1990), britischer Journalist, Kolumnist und Autor
- Fairlie, John A. (1872–1947), US-amerikanischer Politikwissenschaftler und Hochschullehrer
- Fairlie, Kristin (* 1985), kanadische Schauspielerin und Synchronsprecherin
- Fairlie, Robert Francis (1831–1885), britischer Ingenieur und Erfinder im Eisenbahnbau
- Fairlie-Kennedy, Margaret (1925–2013), US-amerikanische Komponistin
- Fairly, Caleb (* 1987), US-amerikanischer Straßenradrennfahrer
- Fairmaire, Léon (1820–1906), französischer Entomologe
- Fairman, Blain (* 1941), kanadischer Schauspieler
- Fairman, DeNica (* 1962), kanadische Schauspielerin
- Fairman, Gideon (1774–1827), US-amerikanischer Graveur
- Fairman, Jack (1913–2002), britischer Autorennfahrer
- Fairman, James (1826–1904), US-amerikanischer Offizier der United States Army im Sezessionskrieg, Landschaftsmaler, Kunstlehrer und Kunstkritiker
- Fairman, Michael (* 1934), US-amerikanischer Schauspieler und DrehbuchautorMichael Fairman (* 1934)

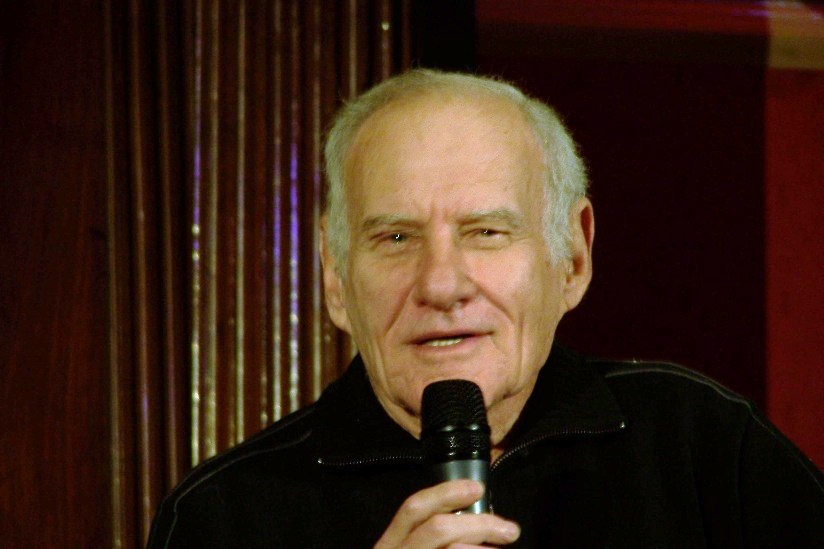
Michael Fairman (* 1934)

- Fairman, Paul W. (1909–1977), amerikanischer Schriftsteller und Herausgeber
- Fairn, Emily (* 1998), britische Schauspielerin
- Fairouz, Mohammed (* 1985), US-amerikanischer Komponist
- Fairs, Marcus (1967–2022), britischer Journalist
- Fairuz (* 1934), libanesische SängerinFairuz (* 1934)

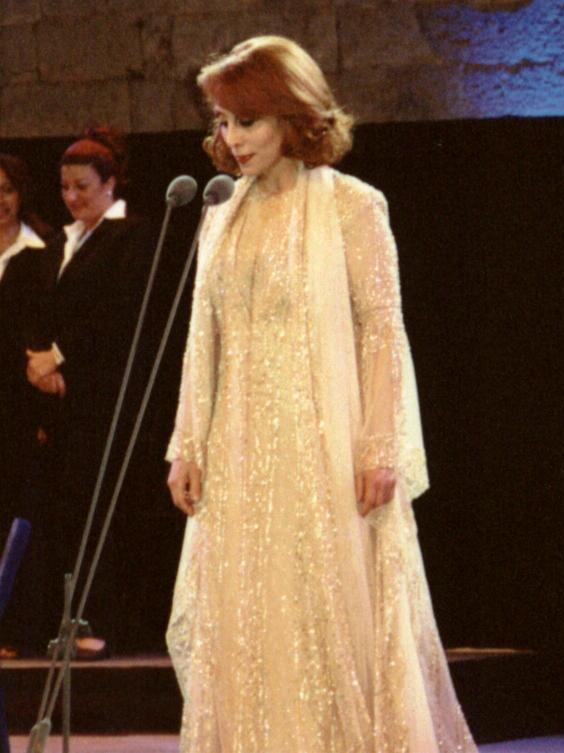
Fairuz (* 1934)

- Fairuz, Akli (1987–2014), indonesischer Fußballspieler
- Fairweather Low, Andy (* 1948), britischer Sänger und Gitarrist
- Fairweather, Al (1927–1993), britischer Jazz-Trompeter und Bandleader
- Fairweather, Digby (* 1946), britischer Jazz-Trompeter und Autor
- Fairweather, Erika (* 2003), neuseeländische Schwimmerin
- Fairweather, Gaynor, schottische Turniertänzerin
- Fairweather, Ian (1891–1974), schottisch-australischer Maler
- Fairweather, Jackie (1967–2014), australische Triathletin und Marathonläuferin
- Fairweather, Simon (* 1969), australischer Bogenschütze

### Fais
- Faisal bin Abdullah (* 1950), saudi-arabischer Politiker und Mitglied des Hauses Saud
- Faisal bin Al Hussein (* 1963), jordanischer Prinz und IOC-Mitglied
- Faisal bin Bandar Al Saud (* 1943), saudi-arabischer Politiker
- Faisal bin Fahd bin Muqrin (* 1986), saudi-arabischer Prinz und Politiker
- Faisal bin Farhan (* 1971), saudi-arabischer Politiker und Diplomat
- Faisal bin Khalid bin Sultan Al Saud (* 1973), saudi-arabischer Politiker und Mitglied der Königsfamilie
- Faisal bin Mischal (* 1959), saudi-arabischer Prinz und Politiker
- Faisal bin Musaid (1944–1975), saudi-arabischer Attentäter, Neffe von König Faisal von Saudi-Arabien
- Faisal bin Nawaf (* 1984), saudi-arabischer Prinz und Politiker
- Faisal bin Salman (* 1970), saudi-arabischer Königssohn und Politiker
- Faisal bin Sattam Al Saud, Prinz aus dem Hause Saud, saudischer Botschafter in Italien
- Faisal I. (1885–1933), Herrscher in Irak und Syrien
- Faisal ibn Abd al-Aziz (1906–1975), saudi-arabischer König (1964–1975)Faisal ibn Abd al-Aziz (1906–1975)

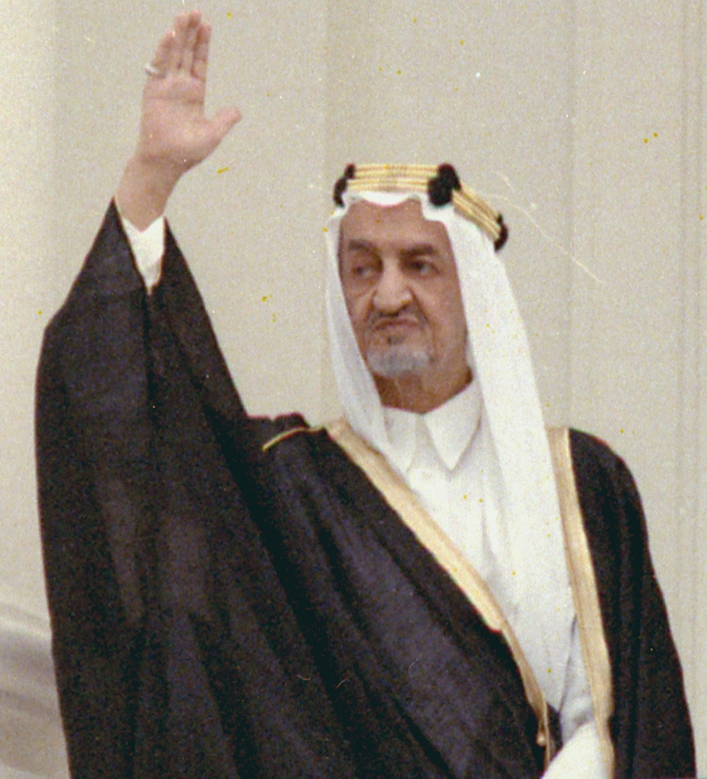
Faisal ibn Abd al-Aziz (1906–1975)

- Faisal ibn Turki (1865–1913), Sultan von Maskat und Oman
- Faisal ibn Turki Al Saud (1788–1865), Imam der Wahhabiten
- Faisal II. (1935–1958), irakischer Adeliger, König des Irak (1939–1958)
- Faisal, Abdullah el (* 1964), britischer radikal-islamischer Prediger
- Faisal, Ajmal (* 1990), afghanischer Boxer
- Faisal, Faisal (* 1980), irakischer Skeletonpilot
- Faischanow, Chussain († 1866), tatarischer Schriftsteller und Gelehrter
- Faiskanowa, Xenija (* 1995), kirgisische Leichtathletin
- Faison, Donald (* 1974), US-amerikanischer SchauspielerDonald Faison (* 1974)

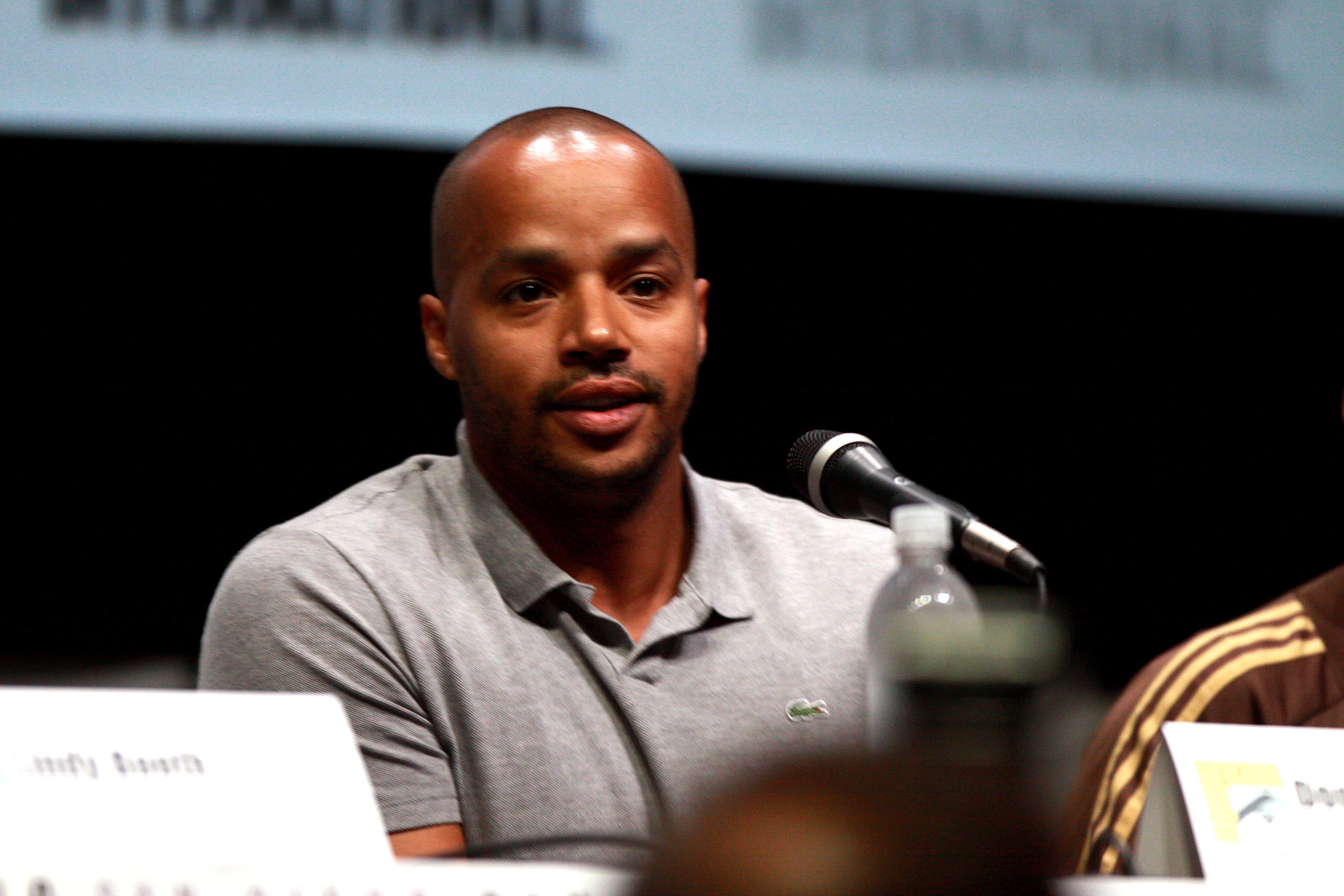
Donald Faison (* 1974)

- Faison, Ellen (1933–2011), US-amerikanische Schauspielerin
- Faison, Frankie (* 1949), US-amerikanischer Schauspieler
- Faison, Helen (1924–2015), amerikanische Pädagogin
- Faison, John M. (1862–1915), US-amerikanischer Politiker
- Faison, Marcus (* 1978), belgisch-US-amerikanischer Basketballspieler
- Faisow, Ildus Achmetowitsch (* 1963), tatarischer Mufti
- Faiß, Klaus (1940–2016), deutscher Anglist, Sprachwissenschaftler und Hochschullehrer
- Faissner, Helmut (1928–2007), deutscher Physiker
- Faißner, Klaus (1970–2018), österreichischer Journalist und Chefredakteur
- Faißt, Andreas (1821–1878), deutscher Chemiker und Unternehmer
- Faisst, Annina (* 2000), Schweizer Unihockeyspielerin
- Faisst, Clara (1872–1948), deutsche Komponistin, Musikpädagogin, Pianistin und Dichterin
- Faißt, Henriette (1831–1902), deutsche Industriellengattin, Stifterin der Henriette und Hugo Faißt-Stiftung, Gründerin der Hugo Wolf Akademie
- Faißt, Hugo (1862–1914), deutscher Rechtsanwalt, Stifter der Henriette und Hugo Faißt-Stiftung, Gründer Hugo Wolf Akademie
- Faißt, Immanuel (1823–1894), deutscher Komponist und Hochschullehrer
- Faißt, Manuel (* 1993), deutscher Nordischer Kombinierer
- Faißt, Melanie (* 1990), deutsche Skispringerin
- Faißt, Sebastian (1988–2009), deutscher Handballspieler
- Faist, Anton (1864–1933), österreichischer Priester, Musikwissenschaftler, Chordirigent und Komponist
- Faist, Betina (* 1966), deutsche Altorientalistin
- Faist, Florian (* 1989), österreichischer Fußballspieler
- Faist, Frieder (1948–2008), deutscher Schriftsteller
- Faist, Jérôme (* 1962), Schweizer Physiker
- Faist, Josef (* 1950), österreichischer Pädagoge
- Faist, Mike (* 1992), US-amerikanischer SchauspielerMike Faist (* 1992)

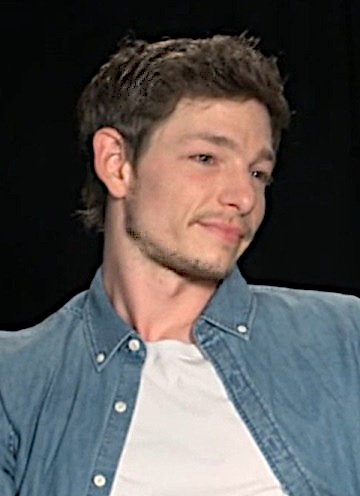
Mike Faist (* 1992)

- Faist, Otto (1903–1946), deutscher Leichtathlet und Fußballtrainer
- Faist, Thomas (* 1957), deutscher Jazzmusiker (Saxophon, Komposition)
- Faist, Thomas (* 1959), deutscher Soziologe
- Faistauer, Anton (1887–1930), österreichischer MalerAnton Faistauer (1887–1930)

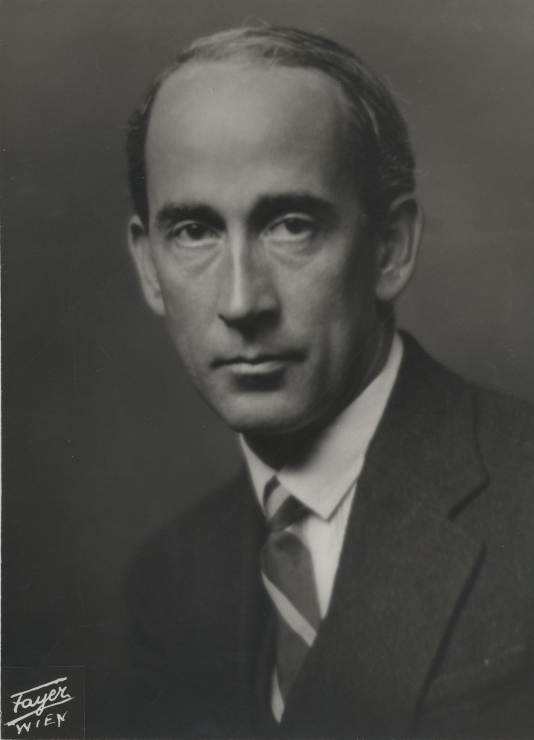
Anton Faistauer (1887–1930)

- Faistenberger, Andreas († 1735), österreichischer Maler und Bildhauer
- Faistenberger, Anton (1663–1708), österreichischer Maler und Radierer
- Faistenberger, Johann (1840–1898), österreichischer Musiker
- Faistenberger, Johann Baptist (1797–1867), österreichischer Komponist
- Faistenberger, Joseph (1675–1724), österreichischer Maler
- Faistenberger, Joseph Leopold (1764–1835), österreichischer Musiker und Komponist
- Faistenberger, Simon Benedikt (1695–1759), österreichischer Maler
- Faistnauer, Peter (* 1977), italienischer Politiker (Südtirol)
- Faisulin, Wiktor Igorewitsch (* 1986), russischer Fußballspieler
- Faisullajewa, Maira (* 1995), kasachische Gewichtheberin
- Faisullin, Irek Enwarowitsch (* 1962), russischer Minister für Bau- und Wohnungswesen, Eisenbahnmanager

### Fait
- Fait, Andrei Andrejewitsch (1903–1976), sowjetischer Theaterschauspieler und Filmschauspieler
- Fait, Bruno (1924–2000), italienischer Geher
- Fait, Joachim K. M. (1921–1993), deutscher Kunsthistoriker
- Fait, Juli Andrejewitsch (1937–2022), sowjetischer bzw. russischer Filmregisseur
- Fait, Mirko (* 1965), italienischer Jazzmusiker (Saxophone, Komposition) und Musikproduzent
- Faitelson, Dalia (* 1966), israelische Musikerin (Gesang, Gitarre, Songwriting)
- Faith, Adam (1940–2003), englischer Popsänger, Schauspieler und Musikproduzent
- Faith, Carl (1927–2014), US-amerikanischer Mathematiker
- Faith, John C. (1925–2022), US-amerikanischer Offizier, Generalmajor der US-Army
- Faith, Juraj (* 1976), slowakischer Eishockeyspieler
- Faith, Paloma (* 1981), britische Sängerin und Schauspielerin
- Faith, Percy (1908–1976), US-amerikanischer Orchesterleiter
- Faith, Walter (1921–1984), deutscher Pianist und Komponist
- Faithfull, Emily (1835–1895), englische Frauenrechtlerin und Verlegerin
- Faithfull, Geoffrey (1893–1979), britischer Kameramann
- Faithfull, Lilian (1865–1952), britische Lehrerin und Frauenrechtlerin
- Faithfull, Lucy, Baroness Faithfull (1910–1996), britische Politikerin (Conservative Party)
- Faithfull, Marianne (1946–2025), britische Sängerin und SchauspielerinMarianne Faithfull (1946–2025)

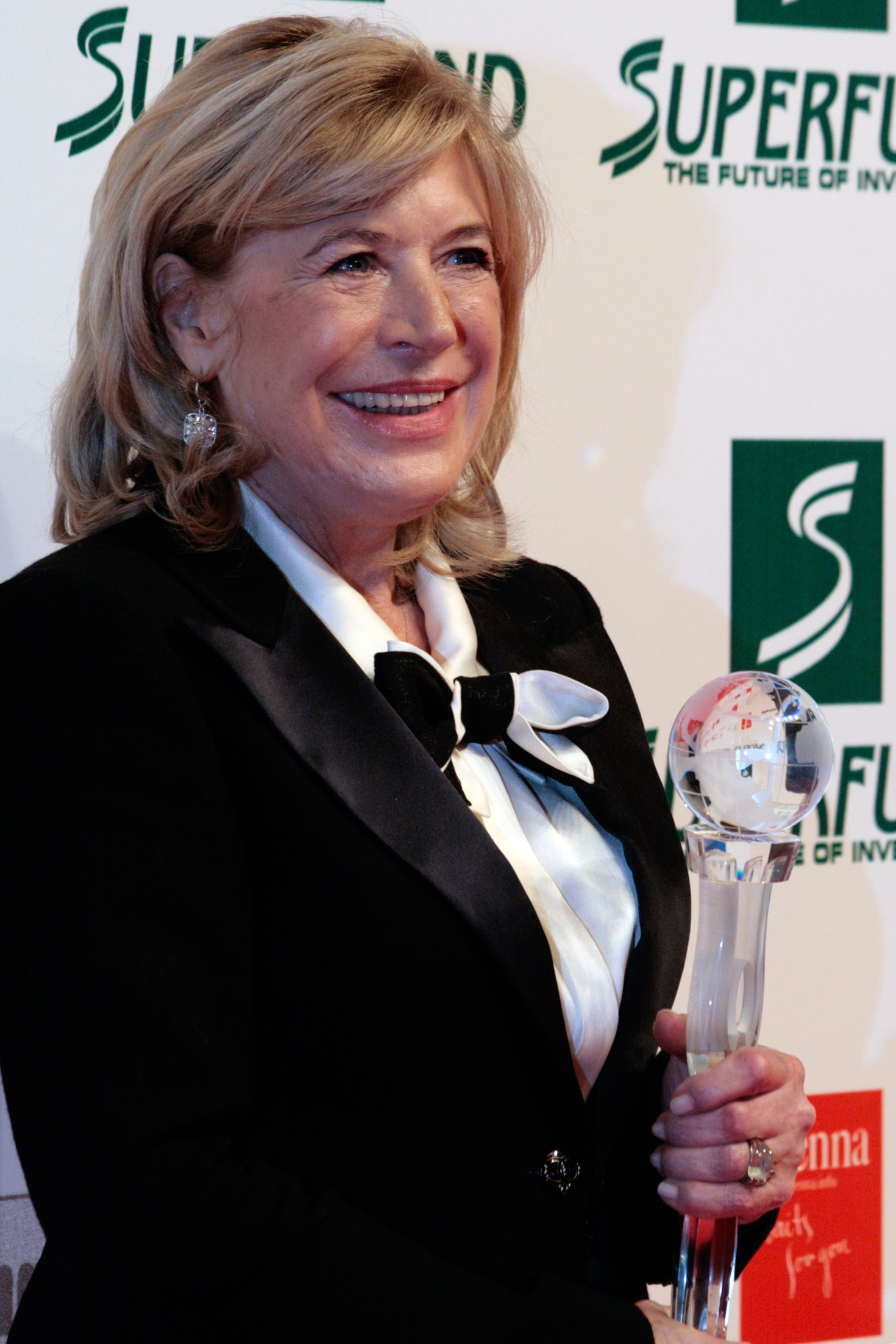
Marianne Faithfull (1946–2025)

- Faithfull, Simon (* 1966), englischer Künstler
- Faitlovitch, Jacques (1881–1955), jüdischer Orientalist und Aktivist

### Faiv
- Faiv, Dani (* 1993), italienischer Rapper
- Faivovich, Guillermo (* 1977), argentinischer Künstler
- Faivovich, Julián (* 1975), argentinischer Herpetologe und Hochschullehrer
- Faivre, Abel (1867–1945), französischer Maler, Plakatkünstler, Lithograf, Illustrator und Karikaturist
- Faivre, Antoine (1934–2021), französischer Philosoph und Religionswissenschaftler
- Faivre, Aurélien (* 1978), französischer Fußballspieler
- Faivre, Florence (* 1983), französisch-thailändische SchauspielerinFlorence Faivre (* 1983)

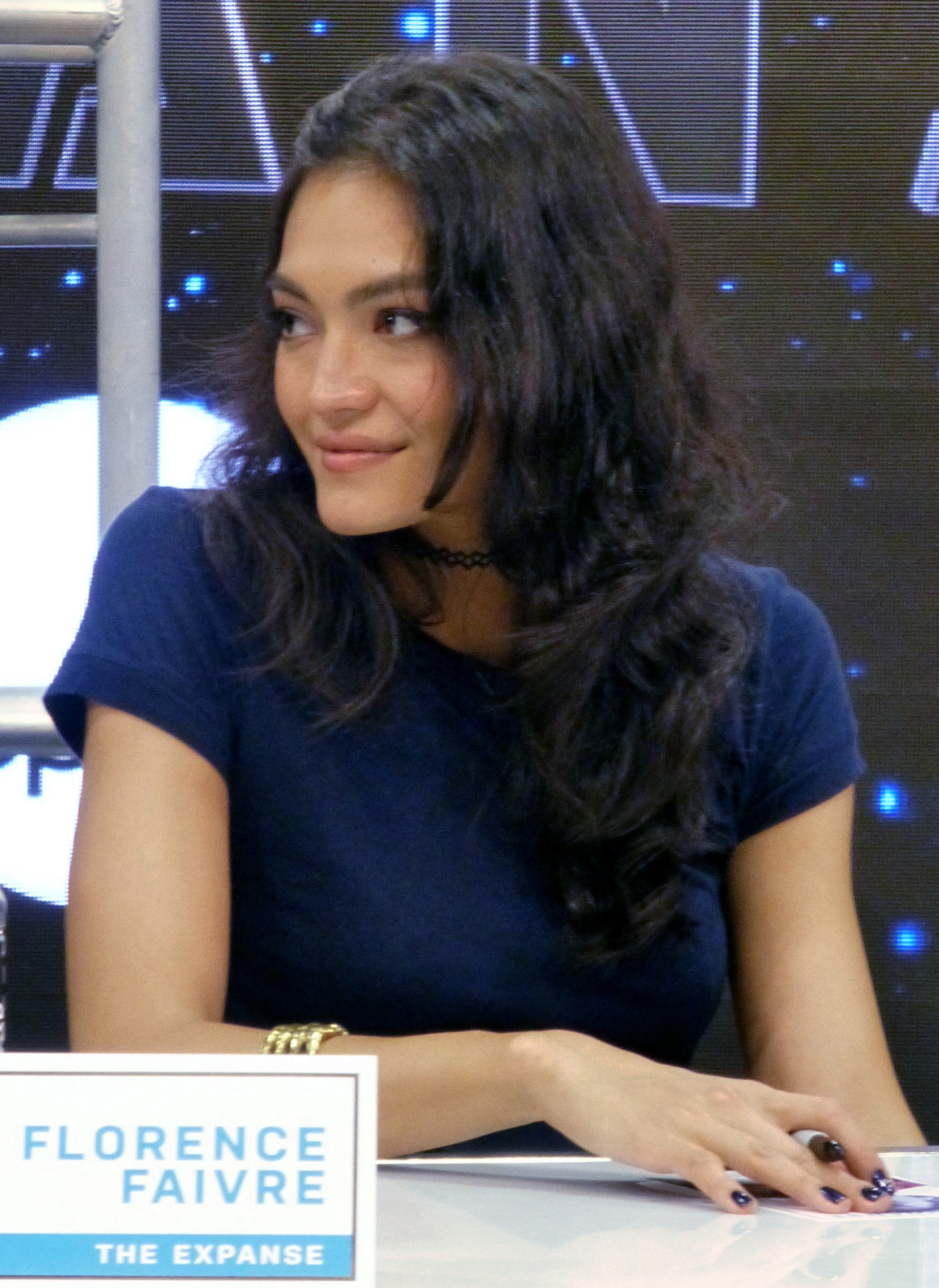
Florence Faivre (* 1983)

- Faivre, Guillaume (* 1987), Schweizer Fußballtorhüter
- Faivre, Jacques (1932–2020), französischer Fußballspieler
- Faivre, Jacques (1934–2010), französischer Geistlicher, Bischof von Le Mans
- Faivre, Léon-Maxime (1856–1941), französischer Historienmaler
- Faivre, Mathieu (* 1992), französischer Skirennläufer
- Faivre, Romain (* 1998), französisch-algerischer Fußballspieler
- Faivre, Virginie (* 1982), Schweizer Freestyle-Skisportlerin
- Faivre-Picon, Anouk (* 1986), französische Skilangläuferin
- Faivre-Pierret, Didier (* 1965), französischer Radrennfahrer

### Faix
- Faix, Tobias (* 1969), deutscher Theologe und Autor
- Faix, Wilhelm (* 1940), evangelikaler Theologe, Autor

### Faiy
- Faiyaz, Brent (* 1995), US-amerikanischer R&B-SängerBrent Faiyaz (* 1995)

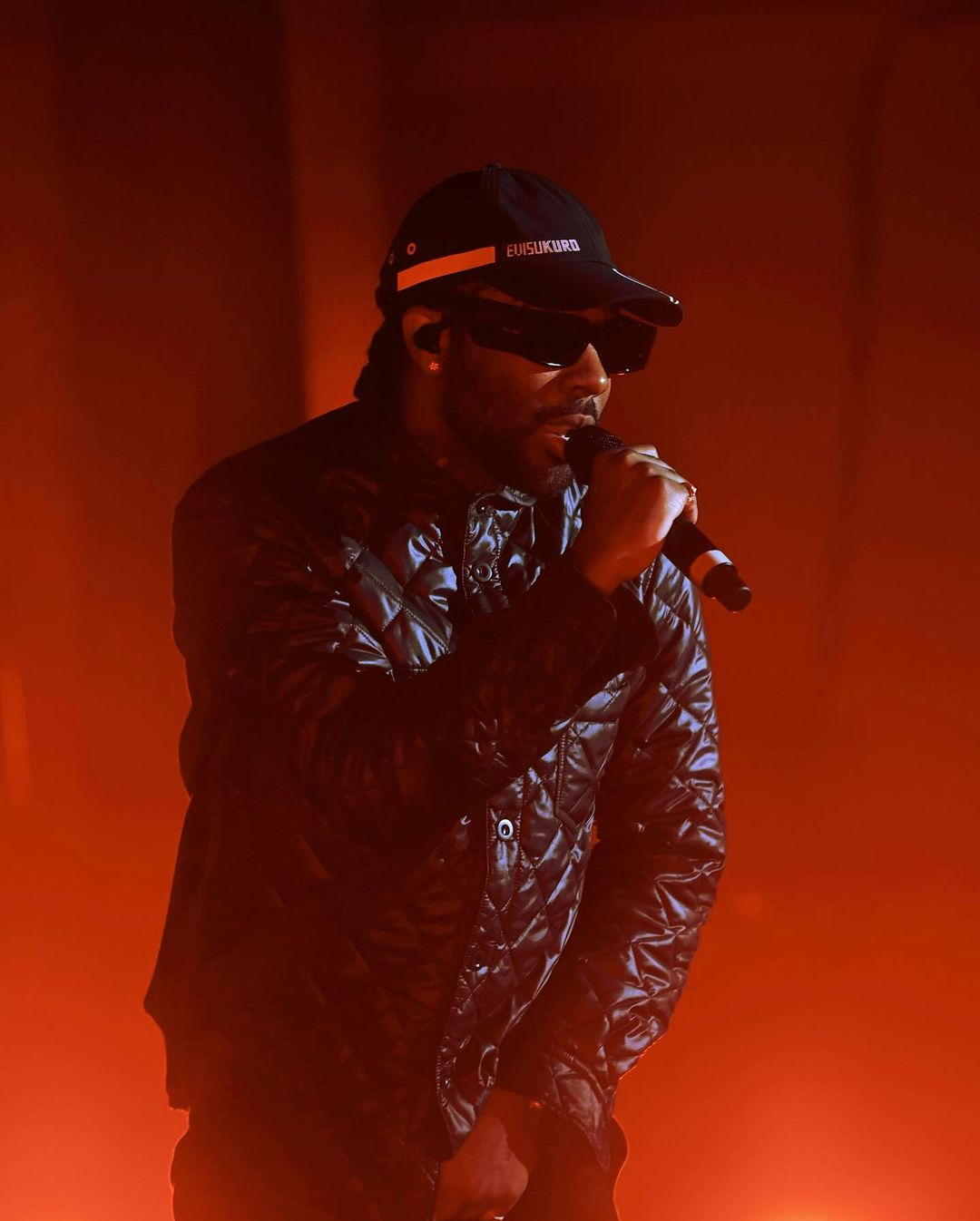
Brent Faiyaz (* 1995)

### Faiz
- Faiz Khaleed (* 1980), malaysischer Raumfahreranwärter
- Faïz, Adame (* 2005), französisch-algerischer Fußballspieler
- Faiz, Faiz Ahmed (1911–1984), pakistanischer Urdu-Dichter
- Faiz, Mujtaba (* 1989), afghanischer Fußballspieler
- Faiza, Aminath (1924–2011), maledivische Lyrikerin und Autorin
- Faizal, Hafiz (* 1994), indonesischer Badmintonspieler
- Faizant, Jacques (1918–2006), französischer Cartoonist
- Faizi, Abu’l-Qasim (1906–1980), iranischer Bahai
- Faizi, Faiz Mohammad (* 1992), afghanischer Fußballspieler
- Faizy, Ahmed (* 1979), ägyptischer Squashspieler